# Omfalitis
L'omfalitis és una inflamació del melic i els teixits circumdants, sovint acompanyada de secrecions pudents. En general desapareixen després d'uns dies, després de l'aplicació de desinfectants i ungüents de peròxid d'hidrogen, però de vegades pot evolucionar d'una manera que pot ser greu, i es poden formar quists que s'hagin de treure quirúrgicament.
Una forma diferenciada d'omfalitis és l'omfalitis del nadó.